# Albert-Schulte-Park

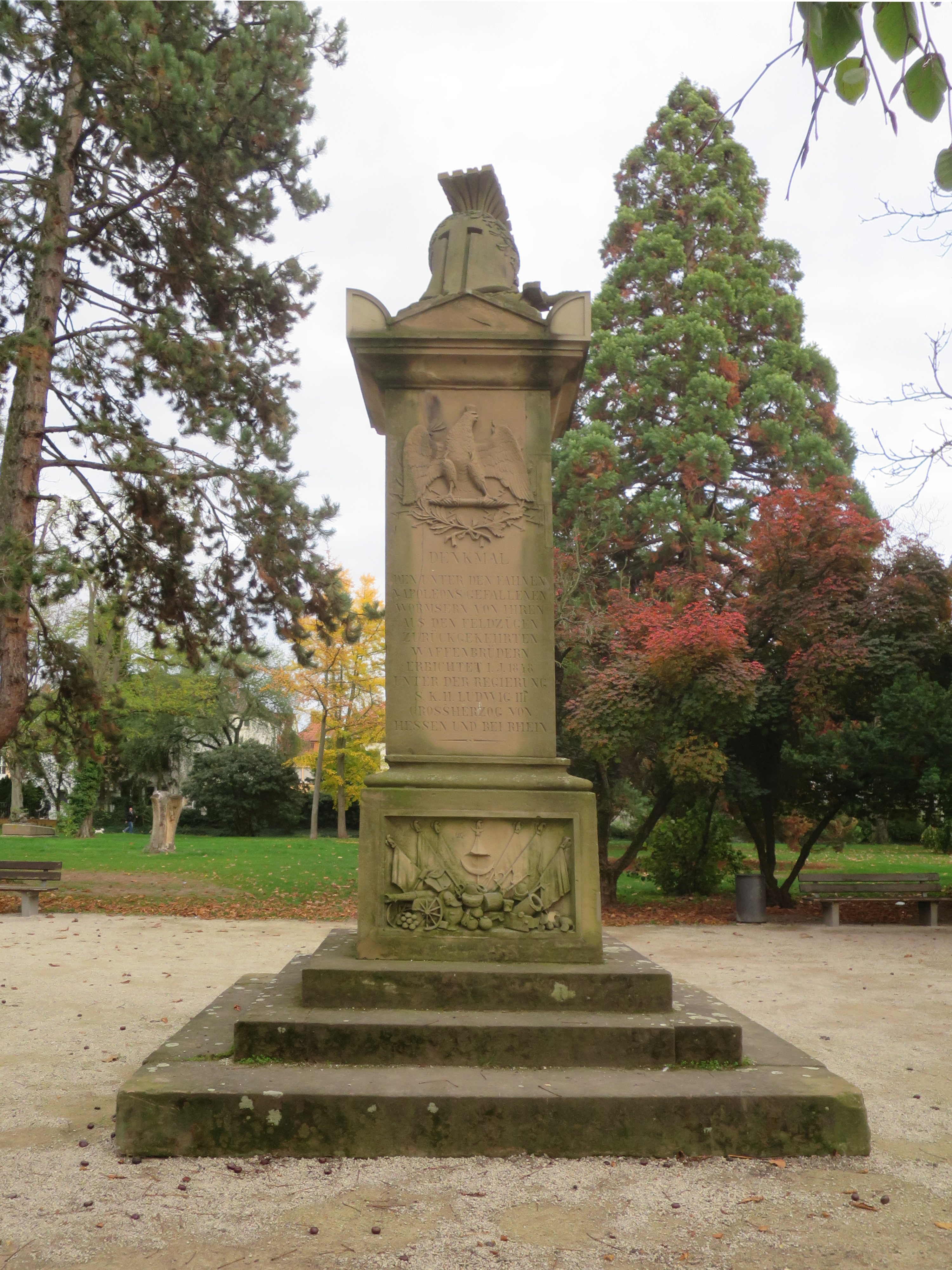
Veteranendenkmal, 1848

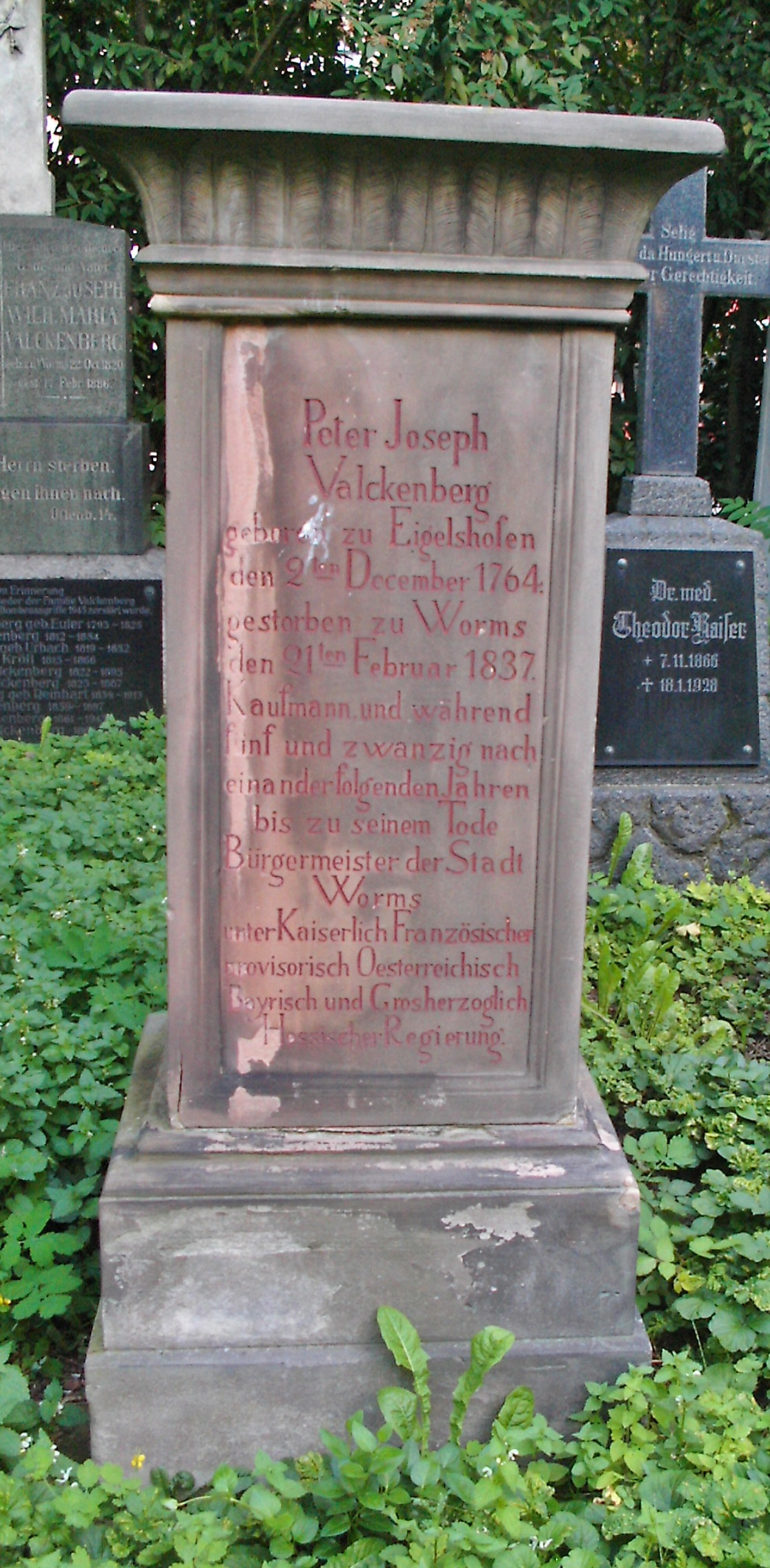
Grabmal für Peter Joseph Valckenberg, nach 1837

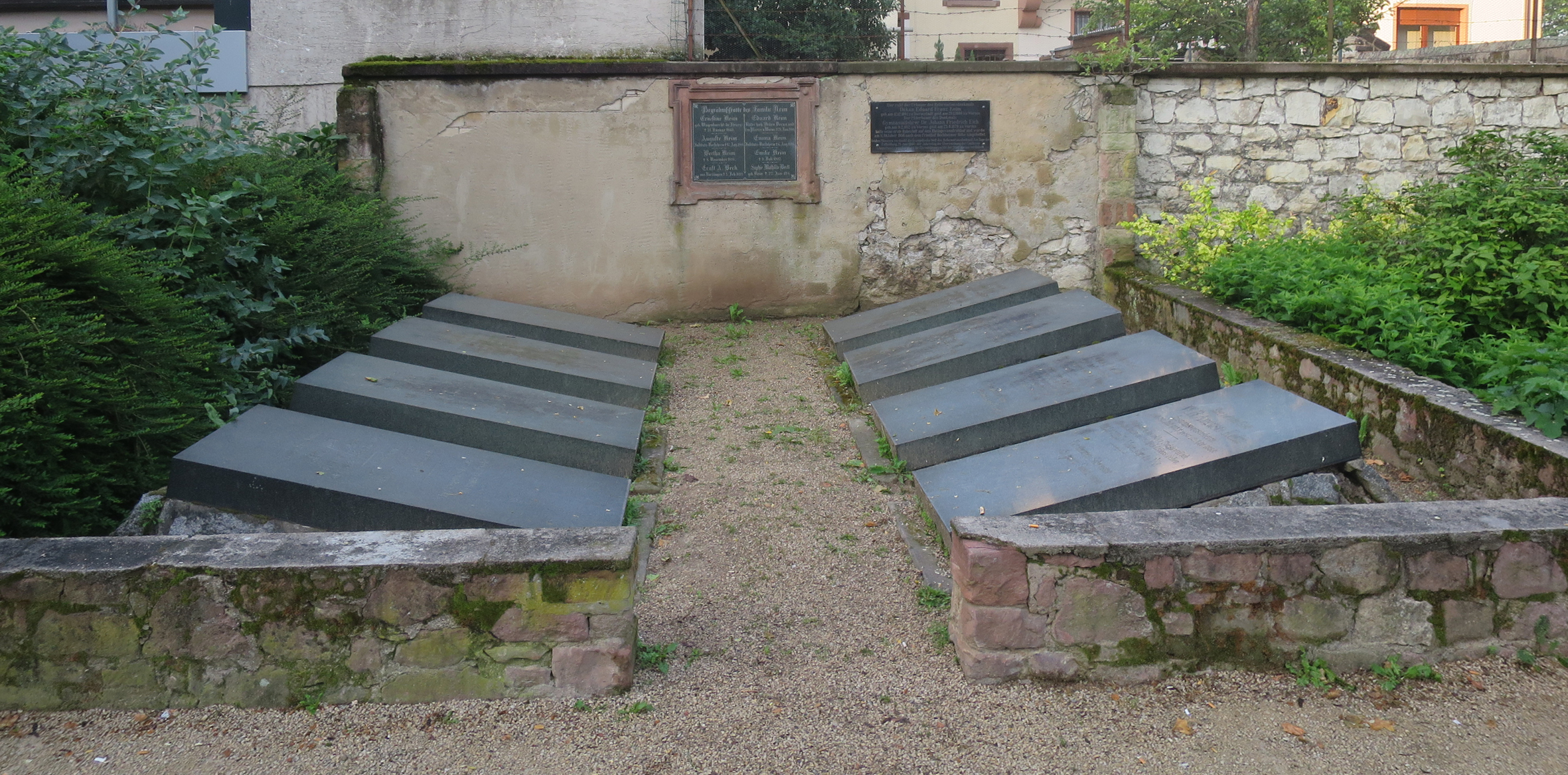
Familiengrabstätte des Pfarrers Eduard Keim

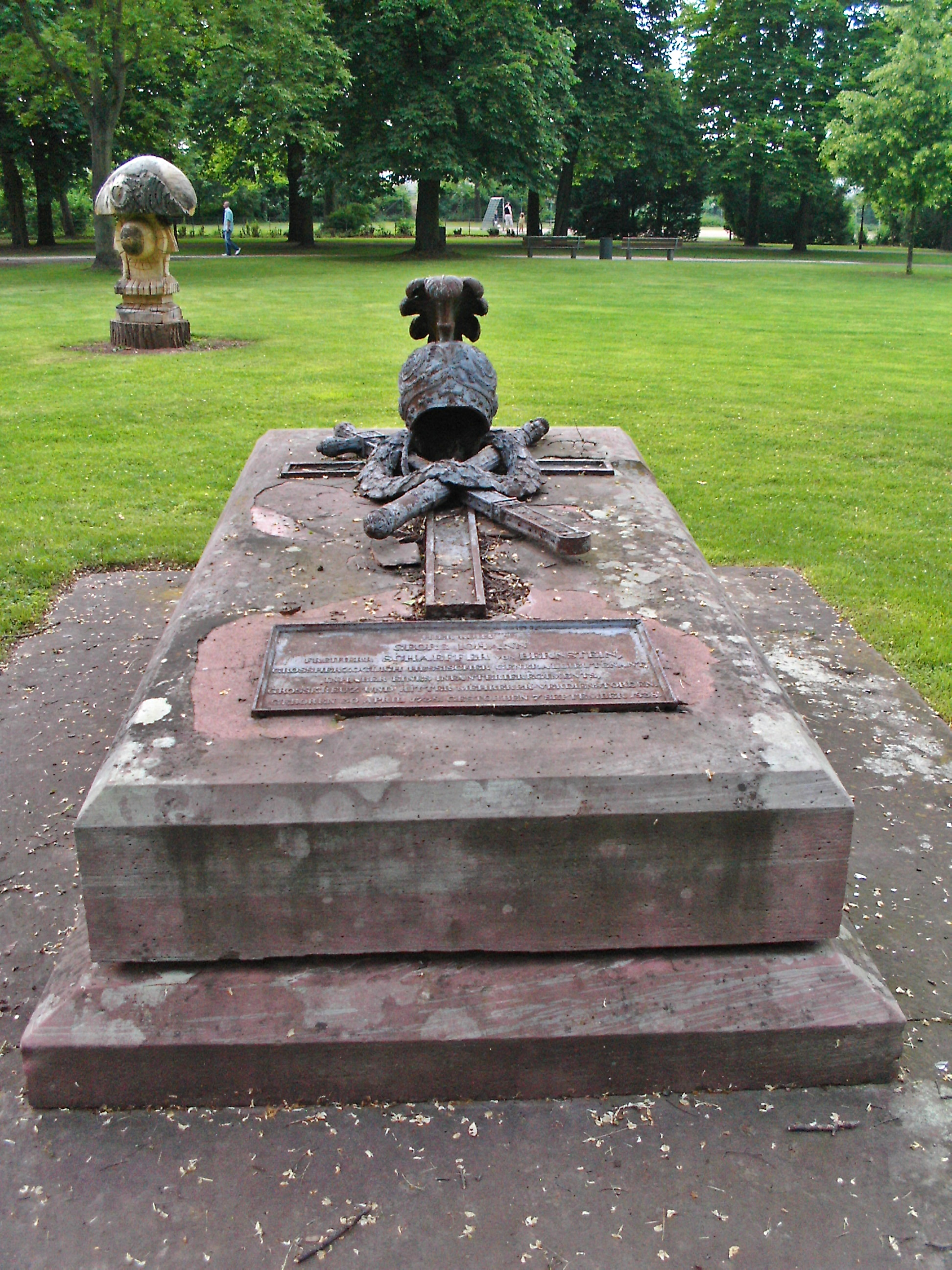
Grabmal für Georg Johann Freiherr von Schäffer-Bernstein, nach 1838

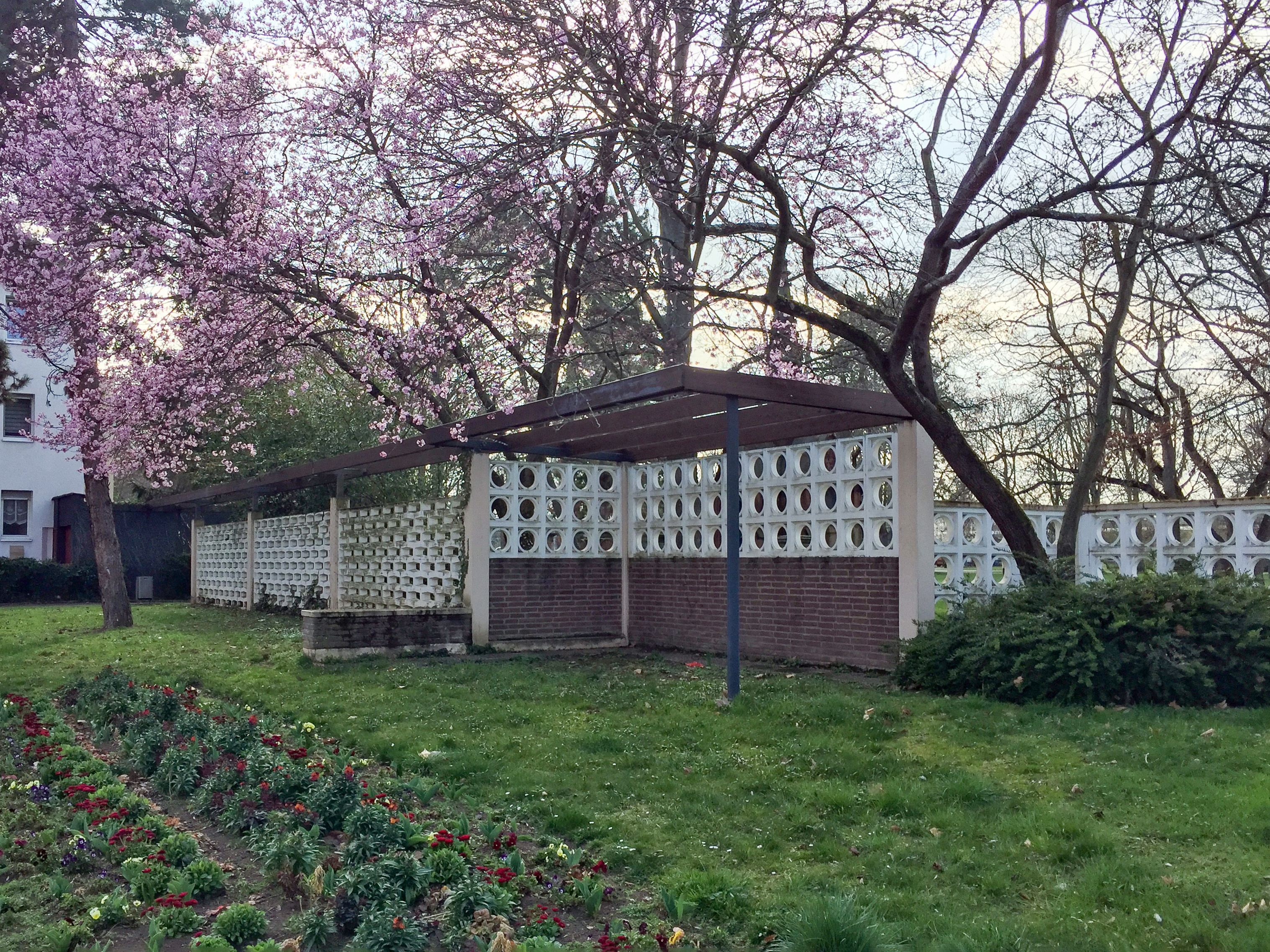
Pergola aus den 1960er Jahren

Der Albert-Schulte-Park in der Innenstadt von Worms ist der zur Grünanlage umgestaltete aufgelassene Alte Friedhof oder Bahnhofsfriedhof. Benannt ist er nach Albert Schulte, der ab 1924 hauptamtlicher Bürgermeister der Stadt Worms war.

## Geografische Lage
Der Park liegt nordwestlich der Wormser Kernstadt. Er wird im Norden von der Gaustraße, im Osten von der Renzstraße, im Süden von der Goethestraße und dem zentralen Busbahnhof sowie im Westen vom Nordkopf des Wormser Hauptbahnhofs begrenzt.

## Geschichte
Der 1840 von der Stadt Worms angelegte Friedhof ersetzte mehrere Friedhöfe nördlich der Stadt: den lutherischen Friedhof im Bereich der heutigen Remeyerhofstraße, den Amandusfriedhof an der heutigen Amandusgasse und den reformierten Friedhof an der Gaustraße. Eine Leichenhalle erhielt er erst 1856 in der Nähe des Haupteingangs in der Mittelachse der Friedhofsanlage. Als er eingerichtet wurde, lag er weit außerhalb des bebauten Bereichs der Stadt. Bereits 1878 wurde der Friedhof geschlossen, weil er voll belegt war. Nur in Erbbegräbnissen durften weiter Bestattungen stattfinden. Außerdem war die Stadt in den vorangegangenen 25 Jahren rasant auf den Bahnhof zu gewachsen und der Friedhof lag nun im bebauten Bereich, so dass er nicht erweitert werden konnte. Er wurde durch den Rheingewannfriedhof ersetzt.
In der ersten Hälfte der 1890er Jahre versuchten das Großherzogtum Hessen und die Hessische Ludwigsbahn, das ehemalige Friedhofsgelände als Erweiterungsfläche für den Wormser Hauptbahnhof zu verwerten, scheiterten aber am örtlichen Widerstand. Planungen, den ehemaligen Friedhof in eine Parkanlage umzugestalten, gab es seit Ende des 19. Jahrhunderts. Sie wurden in den 1920er Jahren umgesetzt. Eine erneute Umgestaltung erfolgte in den 1960er Jahren, als im Norden des Parks ein Minigolfplatz entstand. Im Zuge dieser Neugestaltung wurde auch die ehemalige Leichenhalle abgebrochen und durch einen Brunnen ersetzt. Gleichzeitig wurde der Park nach Albert Schulte benannt. Erhalten blieben einige prunkvolle Grabdenkmäler sowie das Erbbegräbnis der Familie Keim an der südlichen Friedhofsmauer. Pfarrer Eduard Keim, der auch hier bestattet ist, war der Hauptinitiator für die Errichtung des Lutherdenkmals in Worms.
Bis zum Beginn des 21. Jahrhunderts entwickelte sich der Park zum Drogenumschlagplatz und wurde in den Abendstunden gemieden. Bei der Wormser Polizei wurde eine Arbeitsgruppe Park eingerichtet, durch Rodungsarbeiten wurde der Park übersichtlicher und heller gestaltet, außerdem wurden öffentliche Veranstaltungen im Park durchgeführt.

## Denkmalschutz
Der Park mit seinem aus der Zeit als Friedhof in weiten Teilen erhaltenen Wegenetz bildet mit den erhaltenen historischen Gefallenen-Denkmälern und Grabmalen – letztere insbesondere im nordöstlichen Teil – eine Denkmalzone. Dazu gehören unter anderem:

### Grabmäler
nach Entstehungsjahr geordnet
- Grabkapelle Doerr und Reinhart, neugotischer Zentralbau
- Grabmal für Peter Joseph Valckenberg († 1837), kubische Sandsteinstele
- Grabmal für den großherzoglich hessischen Generalleutnant Georg Johann Freiherr von Schäffer-Bernstein († 1838), Sandsteingrabplatte mit Eisenkreuz
- Grabmal für Wilhelm Valckenberg († 1847), kubische Kalksteinstele
- Grabmäler für Ehepaar Althof († 1857 und 1869), zwei antikisierende Grabstelen aus gelbem Buntsandstein
- Grabmal für Catherine Nodes von Warburg († 1868), historisierende Sandsteinstele mit Kalksteinplatte
- Grabmal für Georg Friedrich Renz († 1891), neuklassizistische Stele

### Gefallenen-Denkmäler
- Veteranendenkmal, neuklassizistisch für die Gefallenen aus den napoleonische Kriegen, 1848 von Aloys Boller
- Kriegerdenkmal für die Gefallenen des Deutsch-Französischen Kriegs 1870/1871, Germania auf Sandsteinsockel, 1874 eingeweiht[10]